# 에로띠끄
에로띠끄(Erotique)는 홍콩에서 제작된 리지 보든, 모니카 트루트, 나탁요 감독의 1994년 드라마 영화이다. 카말라 로페즈 등이 주연으로 출연하였다.

## 출연

### 주연
- 카말라 로페즈
- 브라이언 크랜스톤
- 론 오바크
- 레이 오리엘
- 리안 커티스

### 조연
- 프리실라 반즈
- 카밀라 소베그
- 마이클 카
- 피터 케른
- 마리안느 세이지브레트
- 피터 로메이어
- 크리스토프 슐링엔지프